# Oskar von Sydow
Oskar von Sydow, auch Oscar, (* 28. Januar 1811 in Freiberg, Sachsen; † 13. Juli 1886 in Altenkirchen (Rügen); vollständiger Name: Friedrich Bernhard Oskar von Sydow) war ein deutscher evangelisch-lutherischer Geistlicher, Lehrer und Schriftsteller.

## Leben
Oskar war ein Sohn des Schriftstellerehepaars Friedrich von Sydow (1780–1845) und Wilhelmine von Sydow, geborene von Criegern (1789–1867). Ab 1816 wuchs er in Erfurt auf, wohin sein Vater als Capitän versetzt worden war. Dort besuchte er von 1821 bis 1830 das Gymnasium und studierte anschließend in Berlin. Er hörte Theologie bei Friedrich Schleiermacher und Daniel Amadeus Neander.
1836 wurde Oskar von Sydow erster Lehrer an der königlichen Töchterschule in Berlin-Friedrichstadt und dem zugehörigen Lehrerinnenseminar. 1839 ging er als Prediger nach Annaburg, wo er auch Schulinspektor am Militär-Knabenerziehungsinstitut (MKI) wurde. In Erfurt wurde er 1843 Divisionsprediger und 1847 in Stettin Militäroberprediger des 2. Armeekorps. Im Oktober 1857 ging er als Superintendent und Pastor nach Altenkirchen auf Rügen.
Die Universität Greifswald ehrte ihn 1868 mit der Verleihung des Titels Doctor theologiae. Bereits in Annaburg hatte er die Erzählung „Tancred. Ein Lebensbild aus den Zeiten der Kreuzzüge“ geschrieben, die er erst 1880 veröffentlichte. Außerdem wurden mehrere seiner Reden und Predigten im Druck herausgegeben. Er war Träger des Roten Adlerordens 4. Klasse.
Aus Oskar von Sydows erster Ehe mit Hedwig von Bülow entstammten eine Tochter Agathe, die später einen Geheimen Ober-Regierungsrat von Bülow heiratete, und ein Sohn Horst, u. a. nachfolgend Major. Mit seiner zweiten Frau Ida von Hagen aus neumärkisch-pommerschem Uradelsgeschlecht hatte er drei Söhne und drei Töchter, darunter die spätere Schriftstellerin Clara von Sydow (1854–1928). Ihre Geschwister, wie der Jurist Siegfried von Sydow sind dann ab 1857 alle in Altenkirchen geboren. 